# Ipswich River Wildlife Sanctuary
Das Ipswich River Wildlife Sanctuary ist ein 1.954 Acres (7,9 km²) umfassendes Schutzgebiet bei Topsfield im Bundesstaat Massachusetts der Vereinigten Staaten. Es wird von der Massachusetts Audubon Society verwaltet.

## Schutzgebiet
Das Schutzgebiet ist das größte der Massachusetts Audubon Society und umfasst Wälder, Grünflächen und Feuchtgebiete. Zentrale Merkmale der Landschaft sind ein Drumlin und ein Os, die vor 15.000 Jahren von einem Gletscher gebildet wurden. Besuchern stehen insgesamt 12 mi (19,3 km) Wanderwege zur Verfügung. Durch das Schutzgebiet fließt auf einer Länge von 8 mi (12,9 km) der namensgebende Ipswich River, der mit Kanus befahren werden kann. Besonders häufig anzutreffen sind Kröten (Anaxyrus americanus), Amerikanische Sumpffrösche, Nordamerikanische Fischotter, Biber, Zierschildkröten, Kanadareiher, Rotkehl-Hüttensänger und Sumpfschwalben.